# Csíkszentmihályi Mihály
Csíkszentmihályi Mihály (Fiume, 1934. szeptember 29. – Claremont, Kalifornia, 2021. október 20.) Széchenyi-díjas magyar-amerikai pszichológus. A flow-élmény, vagyis egy nagyon összpontosított elmeállapot pszichológia koncepciójának megalkotója. A Claremont Graduate University Pszichológia és Menedzsment tanszék professzora volt, előtte a Chicagói Egyetem Pszichológia Intézetének és a Lake Forest College szociológia és antropológia intézetének vezetőjeként dolgozott. A Magyar Érdemrend nagykeresztjének tulajdonosa, az MTA külső tagja, szakterülete a fejlődés- és neveléslélektan, valamint a kreativitás- és tehetségkutatás volt.

## Életút
Magyar nemzetiségű családba született az akkor Olaszországhoz tartozó Fiuméban, ahonnan 10 évesen (1944) Velencébe menekült családjával. 
Sem magyarnak, sem olasznak nem érezte magát, nem voltak barátai, és nem szeretett iskolába járni. Miután Rómába költöztek, apjának segített a családi költségvetést kipótolni úgy, hogy alkalmi munkával szerzett pénzt.
Mindeközben álmát – az emberi élet teljes megértését – nem adta fel, ezért az Amerikai Egyesült Államokba utazott az egyetemre, ahol pszichológiát tanult. Előadások és szemináriumok mellett egy szállodában kereste meg a kenyérre valót. A pszichológiában, amit az egyetemen tanítanak, azonban csalódott. Tanárai, akik meglátták a benne rejlő tehetséget, ajánlották neki, hogy menjen át a Chicagói Egyetemre, amely az Egyesült Államok legjobb 10 egyetemének egyike. Csíkszentmihályi így is tett.
Időközben egy érdekes területet fedezett fel: rájött, hogy a festők képeik alkotása közben úgy viselkednek, mintha transzba estek volna; annyira leköti őket az alkotás élménye, hogy elfeledik a való világot. Ezt lehet érezni más tevékenység közben is (sakk, hegymászás stb.), amikor igazán jól érezzük magunkat. Megjelenik az alkotás élménye, a dicsőség, a vágy, a teljes bevonódás érzése, s ez a pszichológiai terület még kiaknázatlan az emberiség számára. Csíkszentmihályi Mihály, amikor professzori állást kapott az egyetemen, el is indította ilyen irányú kutatásait. Interjút készített olyan emberekkel, akik szívesen sportolnak, sakkoznak, táncolnak stb., és lejegyezte ezeket. „Autotelikusnak” nevezte ezeket a tevékenységeket, amelyeket önmagukért, a cselekvésért végzünk, külső jutalom nélkül, és megengedik a teljes elmélyülést. Később ebből született a „flow” fogalma.
Az ebből a kutatásból készített könyve nem aratott nagyobb sikert, de nem adta fel, és újabb projektbe fogott: a „flow-élményt” kutatta. Az Experience Sampling Method technika segítségével pontosabb adatokat kapott, és pontosabb képet alkotott.
Csíkszentmihályi majdnem 60 éves volt, amikor a siker utolérte, és munkásságát kellően elismerték. 1988-ban jelentkezett nála egy kiadó, hogy írjon a flowról egy tudományos igényű könyvet, melyet kinyomtatnának. 1990-ben jelent meg ez a munka, és lassan, de biztosan nagy népszerűségre tett szert.[forrás?] Csíkszentmihályi Mihály könyvében azon örök kérdésekre kereste a választ, hogy mi a boldogság, és hogy leszünk boldogok. Saját tapasztalatait használta fel és mondta el könyvében és előadásai során.
1999-ben Kaliforniába költözött, és ott folytatta tovább tevékenységét, az időközben nagyon népszerűvé vált kutatási irányzatot, mely mindazzal foglalkozik, ami az embereket boldoggá, erőssé és elégedetté teszi.

## Munkássága

### Kezdetek
Mi az élet értelme? Hogyan legyünk boldogok? Csíkszentmihályi Mihály könyvében ezekre az örök kérdésekre adott választ, amivel nagy sikert aratott a társadalom körében.
A munka mögött az író életen át tartó kutatása állt. Saját tapasztalatait használta fel és mondta el könyvében és előadásai során.
A modern pszichológia vizsgálati eszközeinek széles skáláját felhasználva több mint két évtizeden keresztül gyűjtötte az adatokat elmélete kidolgozásához. A tudományos munka eredménye a tökéletes élmény elmélete. Csíkszentmihályi professzor hosszú ideig a Chicagói Egyetem pszichológiai tanszékét vezette. A Flow-t megelőzően már több világsikert megért könyvet írt.

### A flow lényege
Csíkszentmihályi 1975-ben írta le tudományos pontossággal az ún. „flow-élményt”. E tudományterület egyik legkiválóbb kutatójának számít azóta is, bár többen utaltak már arra, hogy nem ő az első, aki erről a jelenségről beszámol. Ebben az összefüggésben említésre méltó Kurt Hahn és Maria Montessori, aki hasonló értelmezésben beszélt az alkotói szenvedélyről.
Csíkszentmihályi Mihály szerint az, miképp alakul valakinek a sorsa, sok tényezőtől függ: a génektől, a kultúrától és saját élményeitől. Döntő azonban, hogy mit kezdünk a lehetőségeinkkel, s miképp használjuk ki őket. A legfontosabb az életben azt megtalálni, ami örömet okoz, és amiben kiteljesedhetünk: legyen ez akár a sport, akár művészet vagy a tudomány, illetve bármi más. A lényeg, hogy ezáltal jól érezzük magunkat, és előbbre vigyük a társadalmat, az emberiséget.
Találjuk meg, mi is számunkra a boldogság, ezáltal jövünk rá, mi az élet értelme – vallja a tapasztalt professzor. A flow-elképzelés mögött pszichológiai kutatások állnak.
A flow olyan állapotot jelent, amikor az ember teljesen elmélyül abban a tevékenységben, amit csinál. A koncentrálás és a kontroll érzése ekkor nagyon magas, és úgy érzi, mintha egy energiabomba lenne, mintha a mindennapi problémák megszűnnének, a gondjai háttérbe szorulnának. Az időérzékelése is megváltozik, mert úgy érzi, mintha állna az óra. Bármilyen tevékenység kiválthatja ezt az érzést: sportolás, művészet gyakorlása, gyerekekkel játszás vagy akár éppen a futószalag melletti munka. Ez azt jelenti, hogy a flow nem a tartalomtól függ, hanem a tevékenység minőségétől. A legfontosabb feladat, hogy legyen előttünk egy konkrét cél. A kihívás sem lehet túl magas, de túl alacsony se, mindig optimális szintre helyezzük. A megfelelő mérték révén lehet a legjobban teljesíteni, és ehhez viszonyíthatjuk a képességünket. Ez azért fontos, mert az eredmény befolyásolja a hogylétünket: ha jól teljesítünk, jól érezzük magunkat, és boldogok vagyunk; ha pedig nem tudunk teljesíteni, rossz hangulatunk lesz, a kudarcsorozat pedig depressziót okoz. A tevékenység közben nem tapasztalunk boldogságérzetet, ahhoz túl erősen koncentrálunk, de utólag létrejön az önmegerősítés, a kiteljesedés és az elégedettség érzése – melyről Csíkszentmihályi kísérleti alanyai is beszámolnak. Akiknek gyakran van flow-élménye, azoknak az életminősége is jobb.
Későbbi munkája során a tudós a flow fogalmát kiegészítette. Az evolúció kulcsa című könyvében arra ad választ, hogy a flow élménye miként kapcsolódik a kellemes érzéshez, és hogy miért következhet be más és más jellegű tevékenységeknél. Feltevése szerint egy cselekvésben való teljes feloldódás képessége a fejlődés következtében alakulhatott ki. Eleinte úgy vélte, hogy a flow és a boldogság közti összefüggés véletlen egybeesés volt, de rájött, hogy a flow túlélést biztosított azoknak, akik gyakran átélték. A tevékenységbe való bevonódás ekkora örömet okoz, ezért igyekszik mindenki újra és újra átélni. De nem mindig ugyanazon a szinten, hanem kissé magasabb fokú kihívásra volt szükség, különben unalmassá vált volna egy idő után a cselekvés. A tudós szerint még ma is továbbviheti a társadalmat a „flow-érzés”, ha az emberek megtanulják energiájukat értelmes cselekvésre áldozni.

## Művei

### Magyarul
- Flow – Az áramlat: A tökéletes élmény pszichológiája Ford.: Legéndyné Szabó Edit, Akadémiai, 1997. ISBN 963 05 7770 4, utánnyomás 2001
- A boldogság jövője; in: A következő 50 év. A tudomány a XXI. század első felében; szerk. John Brockman, ford. Both Előd; Vince, Budapest, 2003
- Flow. Az áramlat. A tökéletes élmény pszichológiája; ford. Legéndyné Szabó Edit; Akadémiai, Bp., 1997
- És addig éltek, amíg meg nem haltak. A mindennapok minősége; ford. Boross Ottilia; Kulturtrade, Bp., 1998 (Mesterelmék) ISBN 963 9069 27 2
- Susan A. Jackson–Csíkszentmihályi Mihály: Sport és flow. Az optimális élmény; Vince, Bp., 2001
- A fejlődés útjai. A harmadik évezred pszichológiája. A Flow folytatása; ford. Buda Júlia; Nyitott Könyvműhely, Bp., 2007
- A fejlődés útjai. A harmadik évezred pszichológiája. A Flow folytatása; 2. jav. kiad.; ford. Buda Júlia; Nyitott Könyvműhely, Bp., 2008
- Kreativitás. A flow és a felfedezés, avagy a találékonyság pszichológiája; ford. Keresztes Attila; Akadémiai, Bp., 2008 (Az elme kerekei)
- Howard Gardner–Csíkszentmihályi Mihály–William Damon: Jó munka. Amikor a kiválóság és az etika találkozik; ford. Szendi Gábor, Váradi Judit; Libri, Bp., 2008
- Jó üzlet. Vezetés, áramlat és az értelem keresése; ford. Szendi Gábor, Váradi Judit; Lexecon, Győr, 2009
- Az öröm művészete. Flow a mindennapokban (Finding flow); angolból ford. Halmos Mária; Nyitott Könyvműhely, Bp., 2009
- Csíkszentmihályi Mihály–Kevin Rathunde–Samuel Whalen: Tehetséges gyerekek. Flow az iskolában; Maria Wong közreműködésével, ford. Halmos Mária; Nyitott Könyvműhely, Bp., 2010
- Csíkszentmihályi Mihály–Barbara Schneider: Életre hangolva. A felnőtté válás útvesztői. Hogyan készülnek fel a serdülők a munka világára?; ford. Boross Ottilia, Bozai Ágota; Nyitott Könyvműhely, Bp., 2011
- Élni jó! Tanulmányok a pozitív pszichológiáról (A life worth living); szerk. Csíkszentmihályi Mihály, Isabella Selega Csikszentmihalyi, ford. Boross Ottilia, Gábris Krisztián; Akadémiai, Bp., 2011
- Csíkszentmihályi Mihály–Eugene Halton: Tárgyaink tükrében. Az vagy, amit használsz; ford. Bozai Ágota; Libri, Bp., 2011
- Csíkszentmihályi Mihály–Reed Larson: Kamasznak lenni. A felnőtté válás útja; ford. Váradi Péter; Libri, Bp., 2012
- https://hetedhethatar.hu/hethatar/?p=73230

### Angol nyelven
- Flow the classic work on how to achieve happiness
- Live now inspiring accounts of overcoming adversity
- Beyond boredom and anxiety. The experience of play in work and games; Jossey-Bass Publications, San Francisco–Washington–London, 1975
- Jacob W. Getzels–Mihály Csíkszentmihályi: The creative vision. A longitudinal study of problem finding in art; Wiley, New York, 1976 (Wiley-interscience publication)
- Mihály Csíkszentmihályi–Eugene Rochberg-Halton: The meaning of things. Domestic symbols and the self; Cambridge Universiyt Press, Cambridge, 1981
- Mihály Csíkszentmihályi–Reed Larson: Being adolescent. Conflict and growth in the theenage years; Basic Books, New York, 1984
- Robert Kubey–Mihaly Csikszentmihalyi: Television and the quality of life. How viewing shapes everyday experience; Lawrence Erlbaum Association, Hillsdale–Hove–London, 1990 (Communication)
- Mihaly Csikszentmihalyi–Rick E. Robinson: The art of seeing. An interpretation of the aesthetic encounter; Getty, Los Angeles, 1990
- Flow. The psychology of optimal experience; Harper Perennial, New York, 1991
- Mihály Csikszentmihályi–Kevin Rathunde–Samuel Whalen: Talented teenagers. The roots of success and failure; Cambridge University Press, Cambridge–New York–Melbourne, 1993
- David Henry Feldman–Mihaly Csikszentmihalyi–Howard Gardner: Changing the world. A framework for the study of creativity; Praeger, Westport–London, 1994
- The evolving self. A psychology for the third millennium; Harper Perennial, New York, 1994
- Finding flow. The psychology of engagement with everyday life; Basic Books, New York, 1997 (MasterMinds)
- Susan A. Jackson–Mihaly Csikszentmihalyi: Flow in sports. The keys to optimal experiences and performances; Human Kinetics, Champaign, 1999
- Mihaly Csikszentmihalyi–Barbara Schneider: Becoming adult. How teenagers prepare for the world of work; Basic, New York, 2000
- Optimal experience. Psychological studies of flow in consciousness; szerk. Mihaly Csikszentmihalyi, Isabella Selega Csikszentmihalyi; Cambridge University Press, Cambridge–New York–Melbourne, 2000
- Good business. Leadership, flow, and the making of meaning; Hodder and Stoughton, London, 2004 (Coronet books)
- A life worth living. Contributions to positive psychology; szerk. Mihaly Csikszentmihalyi, Isabella Selega Csikszentmihalyi; Oxford University Press, Oxford, 2006 (Series in positive psychology)
- Joel M. Hektner–Jennifer A. Schmidt–Mihaly Csikszentmihalyi: Experience sampling method. Measuring the quality of everyday life; Sage, Thousand Oaks–London–New Delhi, 2007

## Tudományos tisztség
- Az MTA külső tagja 1998 óta

## Szervezeti tagságok
- „Magyar Pedagógia” Nemzetközi Tanácsadó Testülete
- American Academy of Arts and Sciences
- American Academy of Education
- American Academy of Political and Social Sciences
- National Academy of Education
- Magyar Pszichológiai Társaság tiszteletbeli tagja 2009 óta

## Díjak, elismerések (válogatás)
- Széchenyi-díj (2011)
- A Magyar Érdemrend nagykeresztje (2014)[5]
- Prima Primissima díj (2015)

### Magyar nyelvű honlapok
- Csíkszentmihályi Mihály a flow-ról (videó magyar felirattal, TED, 2004. febr.)
- https://web.archive.org/web/20070415103758/http://www.grafpont.hu/html/menus/grafologia/archivum/cikk5.htm

### Angol nyelvű honlapok
- https://web.archive.org/web/20100102061734/http://bcis.pacificu.edu/journal/2007/06/voiskounsky.php
- https://web.archive.org/web/20090208175337/http://cgu.edu/pages/1871.asp
- http://www.cgu.edu/pages/4751.asp Archiválva 2020. november 17-i dátummal a Wayback Machine-ben
- http://www.brainchannels.com/thinker/mihaly.html
- https://web.archive.org/web/20071128080630/http://video.google.com/videoplay?docid=-2868591389059000099&q=csikszentmihalyi&total=14&start=0&num=10&so=0&type=search&plindex=0

### Olasz nyelvű honlapok
- https://web.archive.org/web/20071211232331/http://blog.debiase.com/2007/04/29.html
- https://web.archive.org/web/20080528165942/http://www.neurolinguistic.com/proxima/james/jam-22.htm